# بلك السفلي (بالا خيابان ليتكوة)
بلك السفلی (بالفارسية: پلک سفلی) هي قرية تقع في إيران في قسم بالا خیابان لیتکوة الريفي. يقدر عدد سكانها بـ 692 نسمة بحسب إحصاء 2016.